# Stazione di Daolasa
La stazione di Daolasa è una fermata ferroviaria nella località di Daolasa nel comune di Commezzadura in Provincia di Trento, posta lungo la ferrovia Trento-Malé-Mezzana.
La stazione è frequentata in particolar modo dagli sciatori e dagli amanti della montagna perché proprio davanti all'uscita della stazione si trova l'ingresso dell'impianto di risalita della Val Mastellina. Per evitare l'utilizzo dell'auto, infatti, è possibile raggiungere la partenza della telecabina direttamente col treno. La stazione è dotata di sala d'attesa, obliteratrici e schermo informativo con tempi di attesa. Guardando il lato dell'accessibilità, la stazione è adatta a passeggini e sedie a rotelle; tra l'impacco del treno e quello della funivia non sono presenti barriere architettoniche. Con la Telecabina Daolasa - Val Mastellina è possibile raggiungere in soli 12 minuti la località sciistica Folgarida-Marilleva, con collegamento con sci ai piedi con le aree sciistiche di Campiglio e Pinzolo. Durante la stagione sciistica a bordo della ferrovia sono disposti appositi contenitori per sci e snowboard; in caso si fosse sprovvisti di qualcosa è possibile noleggiare il materiale utile a sciare nei negozi al di sotto della stazione. Nel periodo turistico invernale è possibile l'interscambio con le linee SkiBus della Val di Sole.

## Servizi
- Sala di attesa
- Schermo informativo con dati in tempo reale
- Bar e ristoranti al piano inferiore (aperti solo durante la stazione turistica)
- Collegamento con Telecabina Daolasa - Val Mastellina (aperta solo durante la stazione turistica)

## Interscambi
- Impianto di risalita
- Linee SkiBus Val di Sole[4] (solamente durante la stagione sciistica)